# التونا (کلرادو)
التونا، کلورادو (به انگلیسی: Altona, Colorado) یک منطقهٔ مسکونی در ایالات متحده آمریکا است که در کلرادو واقع شده‌است.

## خصوصیات
التونا ۴٫۵ کیلومترمربع مساحت و ۵۰۱ نفر جمعیت دارد و ۱٬۷۰۷ متر بالاتر از سطح دریا واقع شده‌است.